# Bisphenol AF
Bisphenol AF kurz (BPAF) ist eine aromatische organische Verbindung aus der Gruppe der Diphenylmethan-Derivate und eines der Bisphenole. BPAF ist eine mit Bisphenol A verwandte fluorierte Verbindung, bei der die beiden Methylgruppen (CH3) durch Trifluormethylgruppen (CF3) ersetzt worden sind.

## Verwendung
BPAF wird bei der Herstellung von Fluorelastomeren eingesetzt, aus welchen wiederum Dichtungen und Schläuche hergestellt werden. Des Weiteren wird es – wie andere Bisphenole – auch als Monomer zu Herstellung von Spezialkunststoffen benötigt.